# ميهايلو أوفالين
ميهايلو أوفالين (بالصربية: Михаило Увалин) مواليد 12 أغسطس 1971 في جمهورية يوغوسلافيا الاشتراكية الاتحادية، هو مدرب كرة سلة صربي ولاعب معتزل. فاز بالدوري البلجيكي لكرة السلة الدرجة الأولى في 2005–06 وفاز بالدوري البولندي لكرة السلة في 2012–13.